# Ana María Ferreira
Ana María Ferreira est une joueuse internationale colombienne de rink hockey. 

## Palmarès
En 2016, elle participe au championnat du monde.